# Galanz

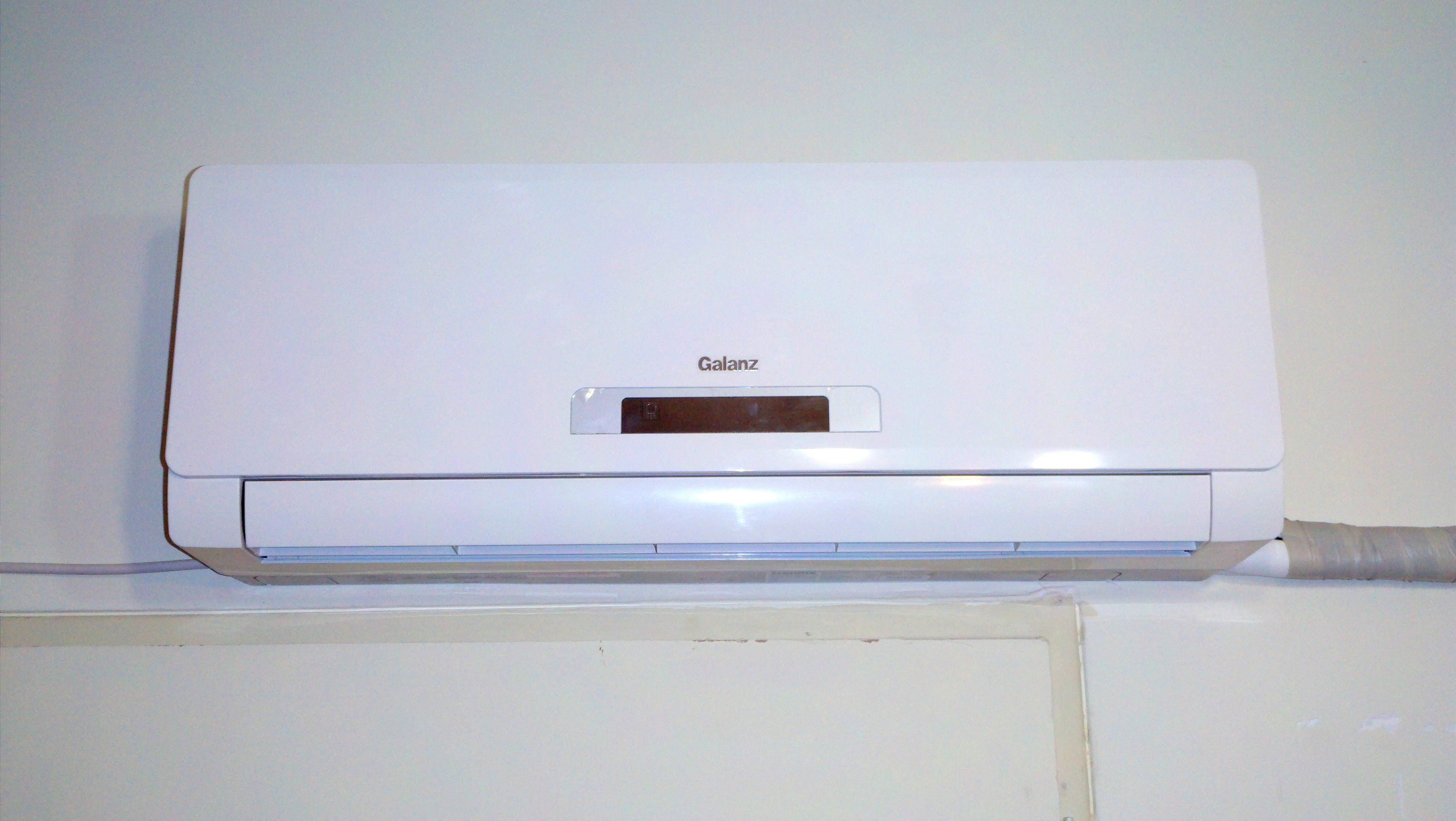
Klimatyzator Galanz

Guangdong Galanz Group Co., Ltd. (chiń. 广东格兰仕集团有限公司) – chińskie przedsiębiorstwo elektroniczne, zajmujące się produkcją sprzętu AGD. Zostało założone w 1978 roku, a swoją siedzibę ma w Foshan (prowincja Guangdong).
Oferta przedsiębiorstwa obejmuje kuchenki mikrofalowe, lodówki, pralki i klimatyzatory. Galanz jest jednym z największych na świecie producentów kuchenek mikrofalowych.